# British Instructional Films

British Instructional Films est une société de production de cinéma britannique, créée en 1919 par Harry Bruce Woolfe, et absorbée par British International Pictures en 1931.

## Histoire
Créée en 1919 par H. Bruce Woolfe, implantée à l'origine à Elstree (Hertfordshire), British Instructional Films (BIF) acquiert rapidement une réputation avec le succès de films retraçant des événements de la Première Guerre mondiale, comme The Battle of Jutland (H. Bruce Woolfe, 1921) ou Ypres (Walter Summers, 1925), d'une part, et de la série de courts-métrages documentaires Secrets of Nature (en), d'autre part,.
En 1924, BIF déménage à Surbiton (Surrey) après avoir été rachetée par Oswald Stoll, qui en laisse la direction à Woolfe. Ils continuent de produire des films liés à l'histoire militaire, avec notamment The Battles of Coronel and Falkland Islands (en) (Walter Summers, 1924). Elle se lance également dans des films de fiction, distribués principalement par Pro Patria Films, avec notamment à la réalisation Anthony Asquith. En 1928, ils déménagent de nouveau pour s'installer dans des studios à Welwyn Garden City (Hertfordshire).
Mais les finances se détériorent et ils fusionnent avec British International Pictures en 1931. En 1933, H. Bruce Woolfe démissionne pour créer British Independent Productions (qui deviendront plus tard Gaumont-British Instructional). À l'avenir, la marque British Instructional Films n'existera plus que comme outil de commercialisation du catalogue des films éducatifs de Pathé,.

## Filmographie partielle
- 1921 : The Battle of Jutland de H. Bruce Woolfe
- 1925 : Ypres de Walter Summers
- 1927 : Boadicée (Boadicea) de Sinclair Hill
- 1927 : The Battles of Coronel and Falkland Islands (en) de Walter Summers
- 1928 : Un drame au studio (Shooting Stars) d'Anthony Asquith et A.V. Bramble
- 1928 : Un cri dans le métro (Underground) d'Anthony Asquith
- 1928 : Shiraz de Franz Osten
- 1929 : The Runaway Princess d'Anthony Asquith et Fritz Wendhausen
- 1929 : Un cottage dans le Dartmoor (A Cottage on Dartmoor) d'Anthony Asquith
- 1931 : Tell England d'Anthony Asquith et Geoffrey Barkas (en)
- 1931 : Carnaval (Dance Pretty Lady) d'Anthony Asquith